# 이비차 올리치
이비차 올리치(크로아티아어: Ivica Olić, 1979년 9월 14일 ~ )는 크로아티아의 은퇴한 축구 선수이다. 현재 크로아티아 U-21 축구 국가대표팀에서 감독을 맡고 있다.

## 선수 경력

### 클럽
크로아티아 동부의 도시 다보르에서 성장한 그는 1996년 NK 마르소니아에 입단해 선수 생활을 시작했다. 1998년 헤르타 베를린으로 이적했으나 출장 기회는 적었고, 1년 만에 마르소니아로 되돌아왔다. 2000-01 시즌에 17득점을 올리면서 2001년에 이적한 NK 자그레브에선 21득점의 좋은 성적을 거둬 팀의 리그 우승에 공헌하였고, 2002년에는 디나모 자그레브로 이적해 16득점을 기록하였다.
2003년 러시아 프리미어리그의 CSKA 모스크바로 이적해 2005년에는 10골을 넣었고, 이 해에는 UEFA컵을 차지하였다. CSKA 모스크바에서 뛰는 동안에는 3번의 리그 우승과 2번의 슈퍼컵 우승에 공헌하였다.
2007년 1월 독일 함부르거 SV로 이적해 1월 31일 FC 에네르기 코트부스 전에서 데뷔했고, 10월 VfB 슈투트가르트와의 경기에선 클럽 사상 최초로 45분간 해트트릭을 달성하였다. 2008년에 열린 아스널이 주최한 에미레이트컵에선 유벤투스를 상대로 로스타임에 두 골을 넣고 팀의 우승에 기여했다.
2009년 이비차 올리치는 바이에른 뮌헨으로 이적하였다. 2010년 UEFA 챔피언스리그 2009-10 4강 2차전 올림피크 리옹과의 경기에서 해트트릭을 기록하며 팀이 9년 만에 결승전에 진출하는데 기여를 하였다. 그러나 2012 UEFA 챔피언스리그 결승전에서는 4번째 승부차기 키커로 나와 실축하며, 패배의 빌미를 제공하였다. 한편, 이 경기는 그의 마지막 뮌헨 소속 경기이기도 하였다.

### 국가대표팀
2002년 FIFA 월드컵에선 2경기에 출전해 이탈리아에 동점골을 넣었다. 2004년 유럽축구선수권대회에선 3경기, 2006년 FIFA 월드컵에서는 2경기에 출전하였다. 2006년 9월 다리요 스르나와 여러 선수들과 함께 심야까지 파티를 즐겼다 하여 대표팀에서 제외된 적도 있지만, 유로 2008 예선에선 잉글랜드를 상대로 골을 넣어 잉글랜드의 본선 진출을 막았고, 유로 2008 본선에선 독일을 상대로 골을 성공시켰다.

## 수상
NK 자그레브
- 2001-02 프르바 HNL 우승

 디나모 자그레브
- 2002-03 프르바 HNL 우승

 CSKA 모스크바
- 러시아 프리미어리그 : 2003, 2005, 2006
- 러시아 컵 : 2004-05, 2005-06
- 러시아 슈퍼컵 : 2004, 2006
- UEFA 컵 : 2004-05

 바이에른 뮌헨
- 분데스리가 : 2009-10
- DFB-포칼 : 2009-10
- DFL-슈퍼컵 : 2010
- UEFA 챔피언스리그 : 준우승 (2009-10, 2011-12)

개인
- 크로아티아 올해의 유망주 : 2001
- 프르바 HNL 올해의 선수상 : 2002-03
- 프르바 HNL 득점왕 : 2001-02, 2002-03
- 크로아티아 올해의 선수상 : 2009, 2010

## 같이 보기
- A매치 100경기 이상 출전한 축구 선수 명단